# تپه پس‌کمر
تپه پس کمر مربوط به هزاره دوم و یکم پیش از میلاد - سده ۷ و ۸ ق است و در شهرستان مشهد، بخش مرکزی، دهستان طوس، روستای پس‌کمر واقع شده و این اثر در تاریخ ۲۴ تیر ۱۳۸۲ با شمارهٔ ثبت ۹۲۵۱ به‌عنوان یکی از آثار ملی ایران به ثبت رسیده است.